# 셀리버리
주식회사 셀리버리(영어: Cellivery Therapeutics)는 약리물질을 조직 및 세포 내 수송을 가능하게 하는 TSDT (Therapeutic molecule Systemic Delivery Technology) 플랫폼 기술을 기반으로 신약을 개발하는 대한민국의 기업이다.

## 역사
2005년 전남대학교 의대 교수(2006~2010년 재직)였던 조대웅 대표가 프로셀제약을 창업하였다가 2011년 회사에서 나온 후 2014년 셀리버리를 창업하였다.

## 논란
1130억원 규모 현금성 자산이 약 2년여 만에 사실상 대부분 '증발'해서 완전자본잠식에 접어 들었다. 2023년 감사보고서에 대해 의견거절을 받아 상장폐지 사유가 발생하자 거래정지되었다 대표이사에 불만을 가진 회사의 소액주주들이 지분을 결집하여 최대주주 변경을 시도한 바 있다
2023년 경찰은 법인카드를 사적 유용한 혐의(업무상 배임)로 조 대표를 비롯해 셀리버리 전 부사장 및 부장급 직원 2명인 A씨와 B씨도 법인카드를 유용한 것으로 검찰에 사건을 송치하였다. 또한 조 대표와 전직 부사장은 직속 여성 비서에게 부적절한 신체 접촉을 하는 등 반복 강제추행한 혐의로도 약식기소가 되었다
조 대표는 셀리버리 주주연대로부터 자본시장법 위반, 특정경제범죄 가중처벌법 위반(업무상 배임·사기) 등 혐의로, A 전 부사장도 자본시장법 위반 등 혐의로 서울서부지검에 고발되었는데 주주연대는 조 대표 등이 회사 주식을 고가에 매매하거나 손실을 회피하기 위해 '임상 진행 상황' 등 주가에 영향을 미칠 수 있는 미공개 중요정보를 선별 공개하거나 허위로 꾸며 주주들에게 전했다고 주장하였다.
2023년 8월 직원 수는 총 32명으로 지난해 102명에 비해 70명 감소했고 연구소장을 포함해 핵심인력인 연구직 인력은 78명에서 22명으로 56명이나 줄었다.